# Villa Rautendelein

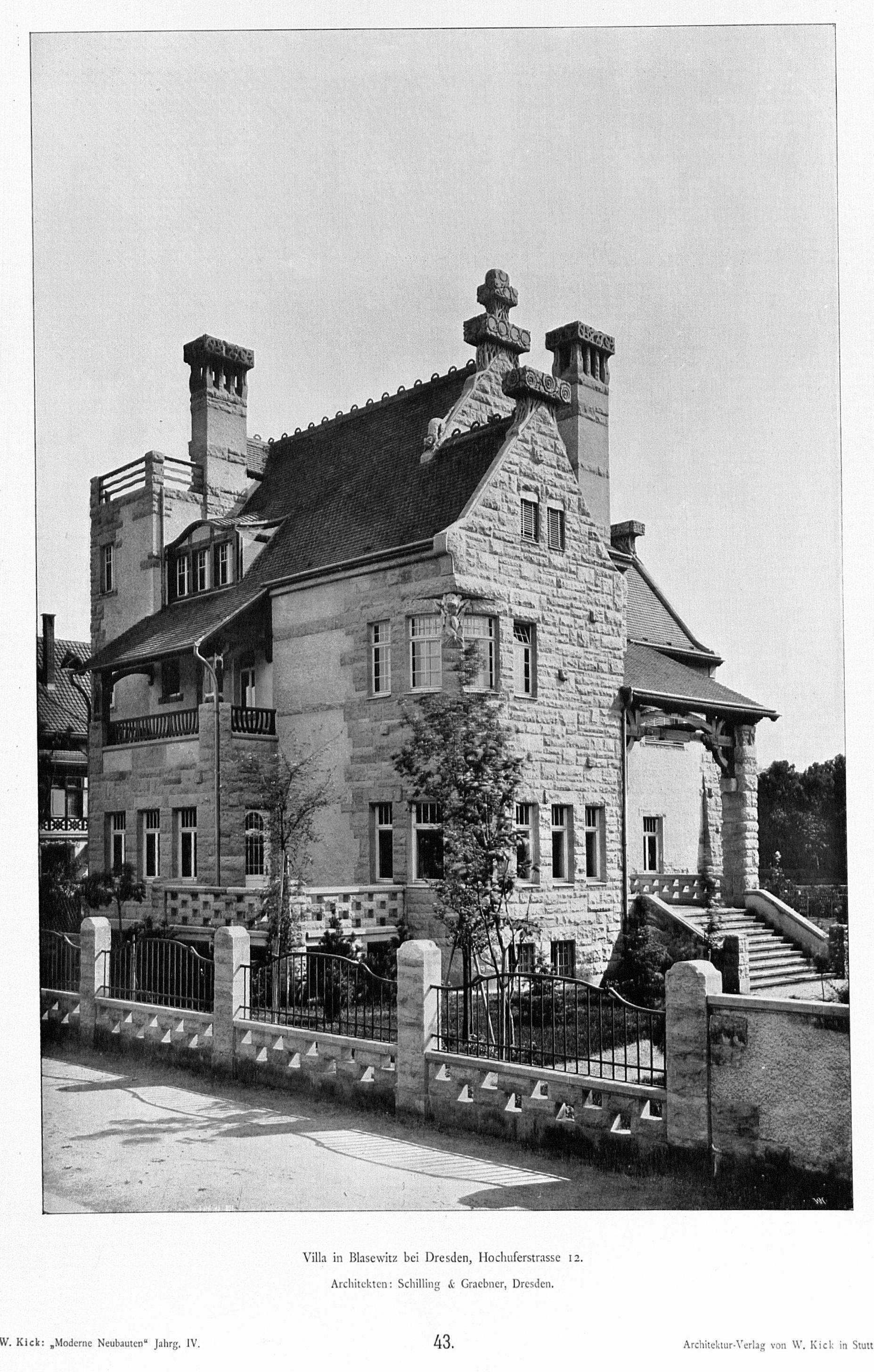
Villa Rautendelein (Käthe-Kollwitz-Ufer)

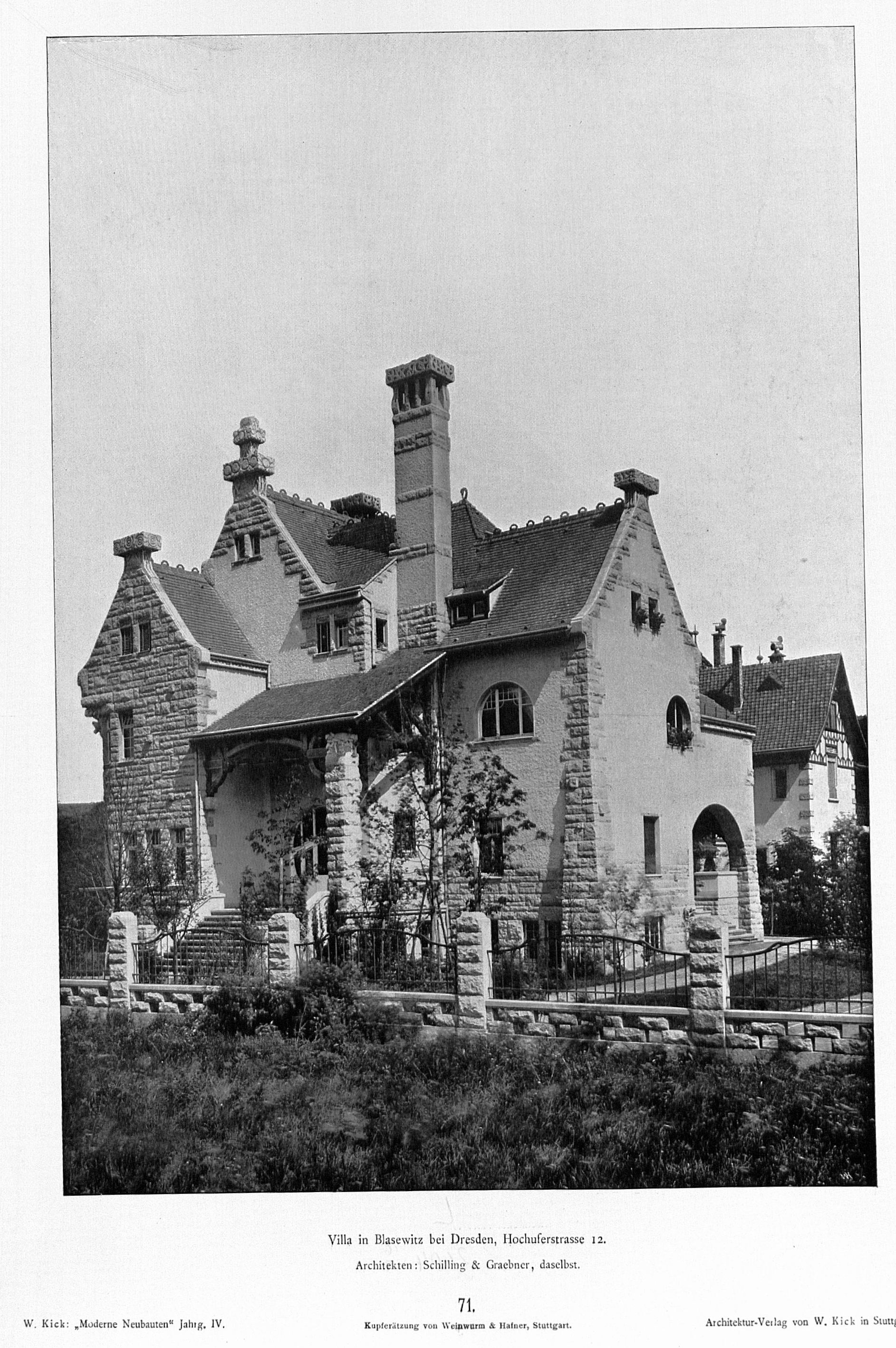
Villa Rautendelein (Lothringer Weg)

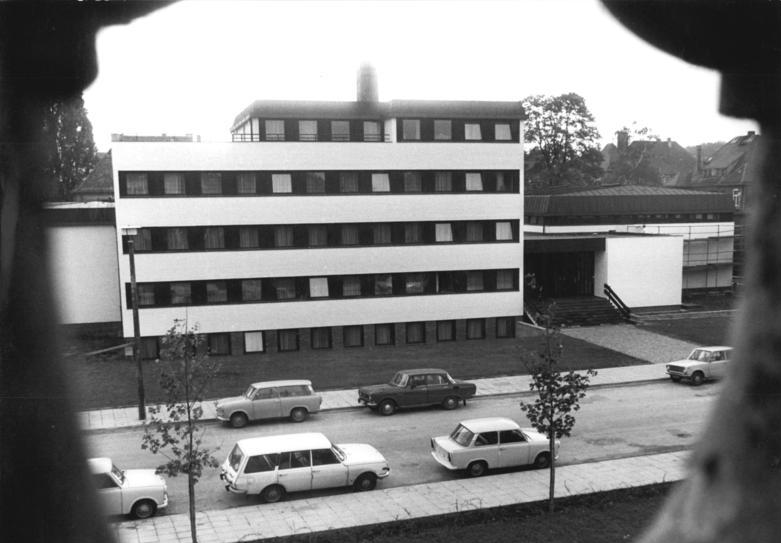
Ordinariatsgebäude der Röm.-Kath. Kirche im Bistum Dresden-Meißen (1980, Lothringer Weg)

Die Villa Rautendelein in Blasewitz bei Dresden, Hochuferstraße 12 (heute Käthe-Kollwitz-Ufer 84), war ein Wohnhaus, das der Schriftsteller Gerhart Hauptmann 1899–1900 nach einem Entwurf der Dresdner Architekten Schilling & Graebner erbauen ließ und das 1945 zerstört wurde. Es war ein Beispiel für die Reformbaukunst in Dresden.

## Beschreibung
Die Villa wurde nach Rautendelein benannt, einer Figur aus Hauptmanns Märchendrama Die versunkene Glocke.
Bestimmend für den Grundriss des Entwurfs war der Wunsch Hauptmanns, dass die Diele zentral gelegen sein solle. Um die Diele sollten sich die Wohn- und Gästezimmer anschließen. Die verschiedenen Höhenlagerungen einzelner Räume sollten die malerische Wirkung der Räume verständlich machen. Im Erdgeschoss befanden sich Wohn-, Gesellschafts- und Speisezimmer. Im ersten Obergeschoss befand sich zwischen der Küche und dem Schlafzimmer der Eltern ein Raum, der ganz mit Holz gestaltet war. Die Kosten beliefen sich auf 150.000 Mark.
Hauptmann bewohnte die Villa bis zu seiner Scheidung im Jahr 1904; danach lebten seine geschiedene Frau Marie und deren Kinder noch bis 1909 darin.
Nach der Zerstörung der Villa im Jahr 1945 wurde das Grundstück 1980 mit einem Gebäude des Bischöflichen Ordinariats des Bistums Dresden-Meißen bebaut.

## Kunstgeschichtliche Bedeutung
Das Gebäude galt in der Fachwelt als „Höhepunkt des neuen Bauens“. Dem Jugendstil gehöre nur die sparsame florale Ornamentik an den Giebelabschlüssen und am Schornstein an. Die „kraftvoll und ein wenig dramatisch“ wirkende Villa wird von Volker Helas dem „monumentalen Materialstil“ zugeschrieben, der „wie der Jugendstil eine Strömung der Reformarchitektur“ sei. Die wenige ornamentale Behandlung im Jugendstil sei stilistisch mit dem Gebäude der Sächsischen Handelsbank in der Dresdner Innenstadt verwandt. Auch die Fachpresse schreibt die Villa dem Materialstil der Reformarchitektur zu: Die Architekten hätten den überkommenen Historismus aufgegeben um sich der neuen Architektur mit ihren regionalen Baustoffen zu widmen – „die Architekten [haben] die Bahnen der künstlerischen Überlieferung … verlassen [um] aus den Eigenschaften der Baustoffe gegebenen Bedingungen heraus selbständig, im neuen Sinne zu entwickeln“. Es sei deswegen das „eigenartigste Wohnhaus … das … in ganz Deutschland entstanden“ sei.